# 奥地利统计局
奥地利联邦统计局（德語：Bundesanstalt Statistik Österreich，STAT），官方名称为奥地利统计局（Statistik Austria），是奥地利收集和发布该国官方统计数据的机构。其依《2000年奥地利联邦统计法》（Bundesstatistikgesetz 2000）由奥地利中央统计署（Österreichisches Statistisches Zentralamt）变更而成，于2000年1月1日从联邦政府分离。